# Jimbo Lull
James "Jimbo" Lull (Manhattan Beach, California; 2 de agosto de 1996) es un baloncestista estadounidense que actualmente se encuentra sin equipo. Con 2,13 metros de estatura, juega en la posición de pívot.

## Trayectoria deportiva

### Universidad
Jugó cuatro temporadas con los Dons de la Universidad de San Francisco, en las que promedió 7,2 puntos y 4,6 rebotes por partido. Las dos primeras temporadas jugó como suplente, ganándose la titularidad en las dos últimas, recibiendo en 2020 una mención honorífica de la West Coast Conference.

### Profesional
El 24 de septiembre de 2020 firmó su primer contrato profesional con el Ionikos Nikaias B.C. de la A1 Ethniki griega.